# Schurke

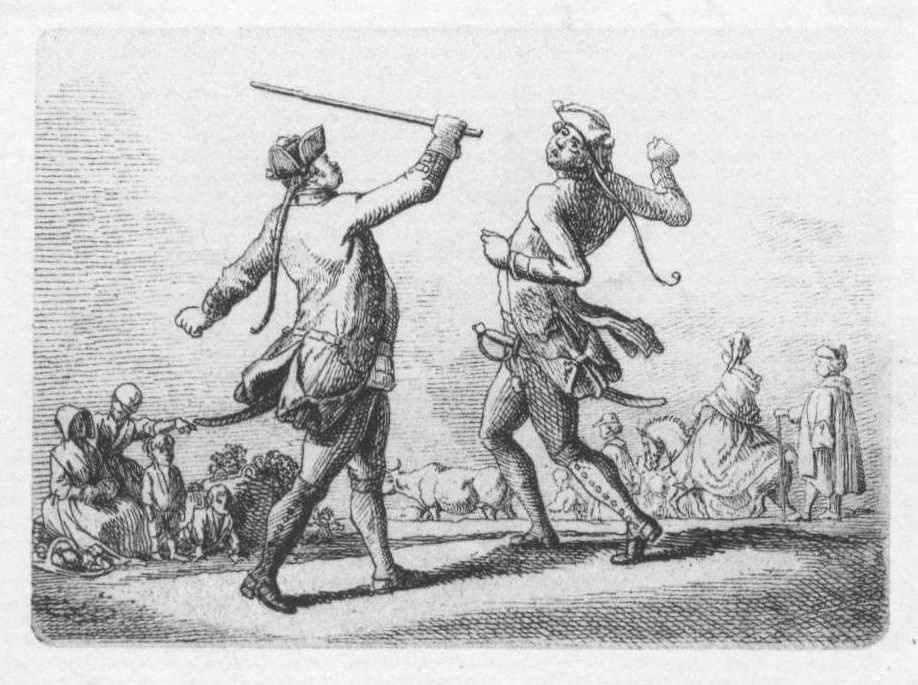
Kupferstich einer Militärstrafe: „Wie ein Schurke Prügel empfängt“ (Daniel Chodowiecki, 18. Jahrhundert)

Mit dem Begriff Schurke bezeichnet man im Allgemeinen eine gemeine oder böse Person oder einen Verbrecher. Der Begriff wird gelegentlich verharmlosend oder ironisch gebraucht. Es existieren zahlreiche ähnlich gelagerte Begriffe, darunter: Gauner, Halunke, Schuft, Strolch, Übeltäter, Bösewicht oder Spitzbube.
Vom richtigen „Betragen gegen Schurken“ handelt treffend ein Kapitel in Knigges Werk Über den Umgang mit Menschen vom Ende des 18. Jahrhunderts.

## Definition
Laut Adelungs Grammatisch-kritischem Wörterbuch der Hochdeutschen Mundart ist als Schurke „ein in den gemeinen Sprecharten aller Deutschen Provinzen sehr übliches Schmähwort, eine nichtswürdige männliche Person von jeder Art zu bezeichnen“. Im Englischen wird dafür neben bad guy vorzugsweise französisch villain gebraucht.

## Etymologie

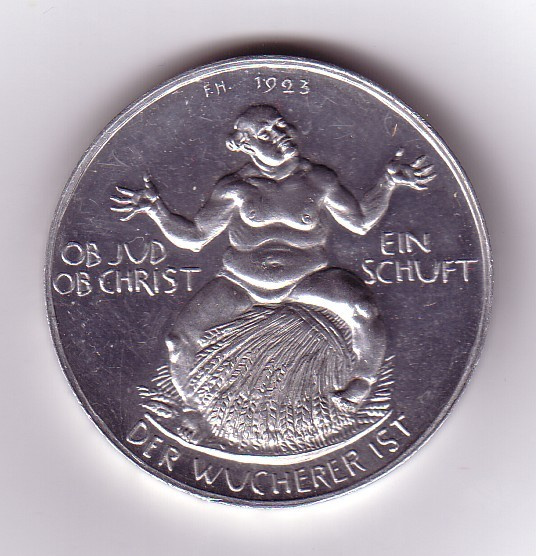
Wuchermedaille („Ein Schuft, der Wucherer ist“) 1923

Die Herkunft des Wortes, das erst seit dem 17. Jahrhundert bezeugt ist, ist nicht eindeutig geklärt. Schurk oder  Schork, wie es vordem hieß, sind vielleicht verwandt  mit schüren. So hieß im Althochdeutschen der Feuerschürer fiurscurgo und diese meist rußschwarze Person war dann das Vorbild für die ebenfalls unkenntlich gemachten und maskierten Räuber und Gauner. Jedenfalls war ein Schurke jemand, der Böses tat, moralisch verwerflich handelte oder eine niedrige Gesinnung hatte. Nicht belegt ist dagegen die Vermutung, Schurke könnte von litauischen Einwanderern aus der Zeit der Industrialisierung stammen, da das litauische Wort für Ratte, žiurkė, ungefähr wie „Schurke“ ausgesprochen wird. Ebenso ist im Russischen der abwertende Begriff Чурка (Churka) üblich für Personen aus dem Kaukasus, denen schlechtes Benehmen, Gewaltbereitschaft und Neigung zu Verbrechen nachgesagt werden.

## Schurkenstaat
In neuerer Zeit ist der Begriff im Zusammenhang mit der deutschen Übersetzung „Schurkenstaat“ für den von der Regierung der USA seit etwa 1997 gebrauchten Begriff Rogue State prominent geworden. Hiermit sind diktatorisch regierte Staaten gemeint, die sich aggressiv gegenüber anderen Ländern verhalten und nach Ansicht der US-Regierung – sowie teilweise auch ihrer Verbündeten – die Stabilität ganzer Weltregionen untergraben und sich internationalen Verhandlungen unzugänglich zeigen.